# Stawiski
Pour les articles ayant des titres homophones, voir Stavisky.
Stawiski est une ville de Pologne, située dans le nord-est du pays, dans la voïvodie de Podlachie. Elle est le siège de la gmina de Stawiski, dans le powiat de Kolno.